# Валя-Леурзій
Валя-Леурзій (рум. Valea Leurzii) — село у повіті Димбовіца в Румунії. Входить до складу комуни Бучумень.
Село розташоване на відстані 93 км на північний захід від Бухареста, 26 км на північ від Тирговіште, 55 км на південь від Брашова.

## Населення
За даними перепису населення 2002 року у селі проживали 1357 осіб, усі — румуни. Усі жителі села рідною мовою назвали румунську.